# Alla älskar Debbie
Alla älskar Debbie, original: Alle elsker Debbie, är en dansk TV-serie från 1988 i tre avsnitt. Den visades i SVT i februari och mars 1989. I huvudrollerna ses Christine Skou, Jeppe Kaas, Merete Voldstedlund och Poul Glargaard.

## Avsnitt
1. Mors store pige
2. Flyvende heste
3. Årets fund